# Zone interdite de Woomera

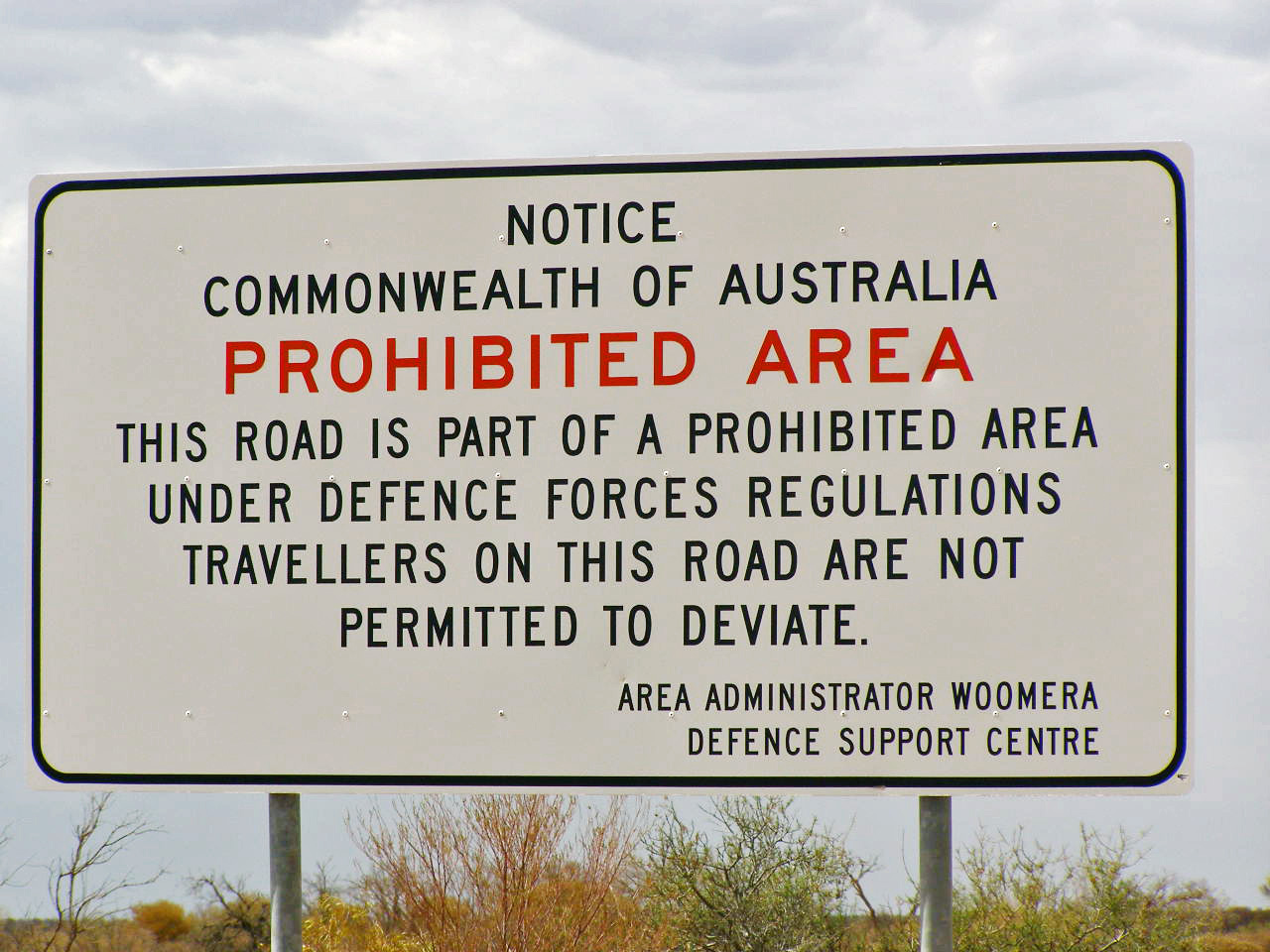
Panneau bordant la Stuart Highway.

La zone interdite de Woomera (en anglais Woomera Prohibited Area (WPA)) est une vaste région désertique de l'Australie réservée à des essais de lancement de fusées civils et de missiles. Elle est située au centre de l'Australie-Méridionale à environ 450 kilomètres au nord nord-ouest d'Adélaïde. La zone interdite a une superficie de 127 000 kilomètres carrés et constitue le plus grand terrain militaire au monde. Il est à peu près de la taille de l'Angleterre. Le centre d'essais est connu en particulier pour avoir servi  au début de l'ère spatiale de base de lancement des fusées européennes (Blue Streak, Black Arrow et Europa) et américaine (Sparta). De nombreuses fusées-sondes ont été également lancées depuis ce site.

## Histoire
En 1947, lorsque le gouvernement australien décide d'implanter son nouveau centre d'essais de tirs de missiles à 450 km au nord d'Adélaïde, il décide de le baptiser "Woomera", en référence à une arme primitive des Aborigènes servant à chasser le kangourou.Le « Woomera Rocket Range », (base de lancement de Woomera) a été établi comme projet commun entre la Grande-Bretagne et l'Australie. Au début des années 1950, c'était le deuxième site de lancement le plus occupé au monde, après la base de Cape Canaveral en Floride. Le premier missile a été lancé de Woomera en 1949. Au cours des années 1960, le Royaume-Uni effectue sur la base de lancement de Woomera les premiers essais des fusées britanniques Blue Streak et Black Arrow. Tous les tirs de la fusée européenne Europa sauf le dernier sont également réalisés depuis cette base entre 1964 et 1970. En 1967, un lanceur Sparta lance le premier satellite australien, construit par Australian Weapons Research et l'université d'Adélaïde, depuis Woomera
La base de Woomera n'est plus utilisée pour lancer des satellites depuis ce dernier tir en 1971, bien que la recherche sur les fusées et les technologies spatiale et de l'aviation se poursuive sur place.
À l'heure actuelle, le village est un centre touristique de l'Outback australien et la base est contrôlée par le Royal Australian Air Force (RAAF).
À partir de 1992, le gouvernement y installe cinq centres d'accueil qui peuvent accueillir 2 000 étrangers en situation irrégulière, camps où les conditions de vie sont difficiles: les camps de Woomera. Deux cents personnes sont affectées à la surveillance des camps.
La ville de Woomera a été créée pour loger les personnes qui travaillent dans la zone interdite. 
La Stuart Highway traverse la zone interdite et les voyageurs ne peuvent pas quitter la route et entrer dans la zone interdite.
À 150 km au sud de la zone interdite, la société Southern Launch fondée en 2017 a établi ce qui est en 2021 la seule installation de lancement de fusées d'Australie autorisée par l'Agence spatiale australienne.